# Dominique I Berger
Dominicus I Berger (Brugge, 2 september 1747 - 1 juli 1797) was een orgelbouwer, lid van de familie Berger.

## Levensloop
Dominique Berger was de oudste zoon van orgelbouwer Andries-Jacob Berger en zijn eerste vrouw Isabella van Eeckhoutte.
Samen met zijn vader bereikte hij het hoogtepunt van wat door de familie Berger aan orgels werd gerealiseerd. Binnen de baroktraditie sloten ze aan bij de orgels gebouwd door Jacob Van Eynde. Met Dominique I sloot zich de rij van orgelbouwers in deze familie.
De tijd was hem niet gunstig: afschaffing van de contemplatieve kloosterorden onder Jozef II (1780), de Brabantse Revolutie (1790), de Franse annexatie en kerkvervolging (1792-93 en vanaf 1794). Toch slaagde hij er in om enkele orgels van hoge kwaliteit te bouwen.

## Orgels
- 1777: parochiekerk Emelgem
- 1779: parochiekerk Meetkerke
- 1780: parochiekerk Bredene
- 1780: parochiekerk Zuienkerke
- 1781: kerk van het Sint-Janshospitaal Brugge
- 1785: kerk van Waterland-Oudeman
- 1787, 1788 en 1791: drie orgels in de Duinenabdij, Brugge
- 1795: Sint-Janskerk Poperinge